# Bowman (Carolina del Sur)
Bowman es un pueblo situado en el condado de Orangeburg, Carolina del Sur, Estados Unidos. Tiene una población estimada, a mediados de 2022, de 777 habitantes.

## Geografía
La localidad está ubicada en las coordenadas 33°20′54″N 80°41′03″O / 33.34833, -80.68417 (33.348302, -80.684293). Según la Oficina del Censo, tiene una superficie de 3.05 km², correspondientes en su totalidad a tierra firme.

### Localidades adyacentes
El siguiente diagrama muestra a las localidades en un radio de 24 kilómetros (14,9 mi) de Bowman.

## Demografía

### Censo de 2020
Según el censo de 2020, en ese momento había 788 personas residiendo en la localidad.
| Raza                   | Núm. | Porc.  |
| ---------------------- | ---- | ------ |
| Afroamericanos         | 545  | 69.16% |
| Blancos                | 217  | 27.54% |
| Amerindios             | 2    | 0.25%  |
| Asiáticos              | 1    | 0.13%  |
| De otras razas         | 5    | 0.63%  |
| De una mezcla de razas | 18   | 2.28%  |

Del total de la población, el 0.76% eran hispanos o latinos de cualquier raza.

### Censo de 2000
Según el censo de 2000, en ese momento los ingresos medios de los hogares eran de $22,750 y los ingresos medios de las familias eran de $29,167. Los ingresos per cápita eran de $11,662. Los hombres tenían ingresos medios por $25,583 frente a los $18,828 que percibían las mujeres. Alrededor del 30.3% de la población estaba bajo la línea de pobreza nacional.